# Selkäsaari (ö i Birkaland, Tammerfors, lat 61,49, long 24,13)
Selkäsaari är en ö i Finland. Den ligger i sjön Vesijärvi och i kommunen Kangasala i den ekonomiska regionen Tammerfors och landskapet Birkaland, i den södra delen av landet, 150 km norr om huvudstaden Helsingfors. Öns area är 2,3 hektar och dess största längd är 180 meter i sydväst-nordöstlig riktning.